# 1936 en Ontario
Chronologie de l'Ontario
- 1932
- 1933
- 1934
- 1935
- 1936
- 1937
- 1938
- 1939
- 1940

Cette page concerne des événements d'actualité qui se sont produits durant l'année 1936 dans la province canadienne de l'Ontario.

## Politique
- Premier ministre : Mitchell Hepburn (Parti libéral)
- Chef de l'Opposition: George Stewart Henry (Parti conservateur)
- Lieutenant-gouverneur: Herbert Alexander Bruce (en)
- Législature: 19e (en)

## Événements

### Janvier
- 6 janvier : Barbara Hanley (en) est élue mairesse de Webbwood, devenant la première femme à servir en tant que maire au Canada.

### Novembre
¸

## Naissances
- 6 février : Kent Douglas, défenseur et entraîneur de hockey sur glace († 12 avril 2009).
- 21 mars : Ed Broadbent, chef du Nouveau Parti démocratique.
- 17 avril : Peter Adams (en), député provincial de Peterborough (1987-1990) et député fédéral de Peterborough (1993-2006).
- 14 mai : Richard John Neuhaus, auteur et ecclésiastique († 8 janvier 2009).
- 3 juillet : Larry Condon (en), député fédéral de Middlesex—London—Lambton (1974-1979) († 11 janvier 1991).
- 7 novembre : Audrey McLaughlin, chef du Nouveau Parti démocratique.
- 19 novembre : Greg Curnoe, peintre († 14 novembre 1992).
- 16 décembre : Karleen Bradford (en), auteur.

## Décès
- 8 janvier : John Augustus Barron (en), député fédéral de Victoria-Nord (1887-1892) (° 11 juillet 1850).
- 22 janvier : Noah Timmins (en), directeur de mines (° 31 mars 1867).
- 30 mai : Homer Watson, peintre (° 14 janvier 1855).
- 3 octobre : William Arthur Parks, géologue et un paléontologue (° 11 décembre 1868).
- 29 octobre : Tobias Crawford Norris, premier ministre du Manitoba (° 5 septembre 1861).